# Phaius
Phaius – rodzaj roślin z rodziny storczykowatych (Orchidaceae). Obejmuje 46 gatunków występujących w Azji Południowo-Wschodniej, Afryce, Australii i Oceanii w takich krajach i regionach jak: Kongo, Demokratyczna Republika Konga, Gwinea Równikowa, Gabon, Angola, Malawi, Zambia, Zimbabwe, Mauritius, Madagaskar, Reunion, Seszele, Chiny, Hajnan, Tybet, Japonia, Riukiu, Tajwan, Asam, Bangladesz, Himalaje, Indie, Nepal, Sri Lanka, Kambodża, Laos, Mjanma, Tajlandia, Wietnam, Borneo, Jawa, Małe Wyspy Sundajskie, Malezja Zachodnia, Moluki, Filipiny, Celebes, Sumatra, Archipelag Bismarcka, Nowa Gwinea, Wyspy Salomona, Fidżi, Niue, Nowa Kaledonia, Samoa, Tonga, Vanuatu, Wallis i Futuna, Wyspy Towarzystwa, Wyspy Cooka, Karoliny, stany Nowa Południowa Walia, Terytorium Północne i Queensland.

## Systematyka
Rodzaj sklasyfikowany do plemienia Collabieae, podrodzina epidendronowe (Epidendroideae), rodzina storczykowate (Orchidaceae), rząd szparagowce (Asparagales) w obrębie roślin jednoliściennych.
Wykaz gatunków
- Phaius australis F.Muell.
- Phaius baconii J.J.Wood & Shim
- Phaius borneensis J.J.Sm.
- Phaius callosus (Blume) Lindl.
- Phaius columnaris C.Z.Tang & S.J.Cheng
- Phaius corymbioides Schltr.
- Phaius daenikeri Kraenzl.
- Phaius delavayi (Finet) P.J.Cribb & Perner
- Phaius ecalcaratus J.J.Sm.
- Phaius epiphyticus Seidenf.
- Phaius flavus (Blume) Lindl.
- Phaius fragilis L.O.Williams
- Phaius gratus Blume
- Phaius hainanensis C.Z.Tang & S.J.Cheng
- Phaius indigoferus Hassk.
- Phaius indochinensis Seidenf. & Ormerod
- Phaius klabatensis J.J.Sm.
- Phaius labiatus J.J.Sm.
- Phaius longibracteatus (S.Moore) Frapp. ex Cordem.
- Phaius luridus Thwaites
- Phaius lyonii Ames
- Phaius mannii Rchb.f.
- Phaius mishmensis (Lindl. & Paxton) Rchb.f.
- Phaius montanus Schltr.
- Phaius nanus Hook.f.
- Phaius occidentalis Schltr.
- Phaius pauciflorus (Blume) Blume
- Phaius philippinensis N.E.Br.
- Phaius pictus T.E.Hunt
- Phaius pulchellus Kraenzl.
- Phaius reflexipetalus J.J.Wood & Shim
- Phaius robertsii F.Muell.
- Phaius stenocentron Schltr.
- Phaius subtrilobus Ames & C.Schweinf.
- Phaius tahitensis Schltr.
- Phaius takeoi (Hayata) H.J.Su
- Phaius tancarvilleae (L'Hér.) Blume
- Phaius tankervilleae (Banks ex L'Hér.) Blume
- Phaius tenuis Rchb.f.
- Phaius terrestris (L.) Ormerod
- Phaius tetragonus (Thouars) Rchb.f.
- Phaius tonkinensis (Aver.) Aver.
- Phaius trichoneurus Schltr.
- Phaius villosus (Thouars) Blume
- Phaius wallichii Lindl.
- Phaius wenshanensis F.Y.Liu